# Ammiraglio
Ammiraglio (dall'arabo amir al-bahr, أمير البحر, signore o principe del mare) è il grado apicale della Marina militare e il titolo (appellativo) cui ci si riferisce in senso formale (trattamento) a una figura delle forze armate che appartiene alla più elevata categoria degli ufficiali di varie marine militari e cioè quella degli ufficiali ammiragli. All'interno di questa categoria possono esserci più gradi, uno dei quali, in molte forze armate, è denominato ammiraglio, senza ulteriori specificazioni: si tratta di uno dei gradi più elevati, se non il più elevato. Nel linguaggio corrente, con ammiraglio si designa genericamente qualunque comandante di una forza navale.

## Storia
La parola Ammiraglio deriva dal latino medievale Admiralis, admirallus. Questi stessi provengono dall'arabo amīr, o amīr al- ( أمير الـ ), "comandante di" o "principe di", come in amīr al-baḥr ( أمير البحر ), "comandante del mare" o "principe del mare". Il termine era in uso per i capi navali greco-arabi della Sicilia normanna, che in precedenza era stata governata dagli arabi, almeno all'inizio dell'XI secolo.
Il normanno Ruggero II di Sicilia (1095–1154), impiegò un cristiano greco noto come Giorgio d'Antiochia, che in precedenza aveva servito come comandante navale per diversi governanti musulmani nordafricani. Ruggero designò Giorgio come Emiro degli Emiri, cioè "Comandante dei comandanti", con il titolo che divenne latinizzato nel 13º secolo come ammiratus ammiratorum.
Dai siciliani si diffuse nel resto d'Europa. I francesi e gli spagnoli diedero ai loro comandanti di mare titoli simili mentre in portoghese la parola cambiò in almirante. Poiché la parola era usata da persone che parlavano lingue latine, ottenne la "d" e subì una serie di diversi finali e ortografie che portarono all'ortografia inglese admyrall nel XIV secolo e ad admiral nel XVI secolo.

## Gradi degli ufficiali ammiragli
Di solito i gradi di ammiraglio sono tre o quattro. Le denominazioni solitamente utilizzate sono in ordine ascendente:
- commodoro, presente solo in alcune marine, per lo più anglosassoni, e non sempre esso è considerato del rango di "ufficiale di bandiera" ovvero flag officer. In alcuni paesi, questo grado è definito flotilla admiral ovvero ammiraglio di flottiglia;
- retroammiraglio;
- contrammiraglio;
- viceammiraglio;
- ammiraglio;
- ammiraglio generale, presente solo in alcune marine del passato;
- ammiraglio della flotta o grande ammiraglio, utilizzati in passato o in tempo di guerra, talvolta solo onorifici.
- capitano generale ovvero capitan general de la Armada che in alcuni paesi come Spagna e altri paesi di lingua spagnola è il più alto grado.

Normalmente, tutti coloro che hanno i ranghi di contrammiraglio, retroammiraglio, viceammiraglio, ammiraglio, Grande ammiraglio e ammiraglio della flotta vengono colloquialmente indicati semplicemente con l'appellativo di "ammiraglio" indipendentemente dal grado rivestito.
I gradi di ammiraglio corrispondono a quelli di generale delle forze armate di terra e delle forze aeree che adottano un sistema gerarchico mutuato dall'esercito, nonché a quelli di maresciallo dell'aria nell'aeronautica militare britannica e dei paesi che hanno adottato lo stesso sistema.

## Italia
Nella Marina Militare i gradi di ammiraglio di divisione e ammiraglio di squadra sono conferiti solo agli ufficiali di stato maggiore (anche detti di vascello); gli altri corpi, i cosiddetti corpi tecnici (GN, Genio navale; AN, Armi navali) e gli altri corpi sanitari e amministrativi (MD, Medici; FM, Farmacisti; CM, Commissariato; CP, Capitanerie di porto) prevedono il grado di ammiraglio ispettore e ammiraglio ispettore capo. Solo gli ammiragli provenienti dal Corpo di stato maggiore sono designabili per la carica di capo di stato maggiore della Marina Militare o della Difesa. Gli ammiragli che arrivino ai vertici dei propri corpi raggiungono il loro massimo grado gerarchico di ammiraglio ispettore capo. L'indicazione del corpo di appartenenza di un ammiraglio è necessaria, a eccezione di quelli di stato maggiore per i quali non vi è possibilità di equivoco. Così, un ammiraglio ispettore del Genio navale si firmerà «Amm. Isp. (GN) ...».
In altre marine, ad esempio in quella britannica o in quella statunitense, per i corpi non di Stato Maggiore si adopera la notazione viceammiraglio medico oppure contrammiraglio commissario. Gli ammiragli sono al comando di unità navali complesse, divisioni, squadre, forze operative, o enti marittimi a terra ma con giurisdizione sul mare, dipartimenti e basi navali. Gli ammiragli possono essere posti a direzioni generali del Ministero della difesa, reparto Marina.
In Sicilia, nei secoli XIV e XV, esisteva il grado di grande ammiraglio, con un'autorità che si estendeva su tutti i corpi marittimi.

### Gradi della Marina Militare
Nella Marina Militare Italiana si riconoscono i gradi di:
- contrammiraglio, corrispondente a generale di brigata dell'Esercito e al generale di brigata aerea dell'Aeronautica;
- ammiraglio di divisione, corrispondente al generale di divisione dell'Esercito e al generale di divisione aerea  dell'Aeronautica;
- ammiraglio ispettore per i corpi logistici, tecnici e sanitari della Marina Militare;
- ammiraglio ispettore comandante di corpo con un terzo galloncino bordato di rosso a rimarcare il comando di corpo, riservato all'ufficiale comandante del corpo sanitario militare marittimo e del corpo di commissariato militare marittimo, corrisponde al grado di generale ispettore capo di corpo dell'Aeronautica;
- ammiraglio di squadra, corrispondente al generale di corpo d'armata dell'Esercito o di generale di squadra aerea dell'Aeronautica;
- ammiraglio ispettore capo, riservato agli ufficiali ai vertici del Corpo del genio navale e del corpo delle capitanerie di porto;
- ammiraglio di squadra con incarichi speciali con un quarto galloncino d'oro sopra la greca e una parte del giro di bitta è bordato di rosso, a significare l'incarico speciale per le funzioni di capo di stato maggiore della Marina, presidente del Consiglio superiore delle forze armate, di Segretario generale della difesa e, fino al 1999, di Comandante delle Forze Navali NATO per il Mediterraneo Centrale e di Comandante delle Forze Navali NATO per il Sud Europa;
- ammiraglio, grado che viene acquisito dall'ufficiale che viene nominato per l'incarico di Capo di stato maggiore della difesa.[1]

A questi gradi corrispondono una, due, tre o quattro stelle gialle a cinque punte nella speciale bandiera, detta insegna, che viene posta a bordo della nave, la nave ammiraglia, sulla quale è imbarcato l'ammiraglio e il suo stato maggiore e sulle spalline della divisa.
Un'ulteriore stella aggiuntiva spetta a un eventuale capo di stato maggiore della difesa se questi proviene dai ranghi della Marina. Tutti questi gradi sono caratterizzati dall'uso della cosiddetta greca.
| Grado                                        | Distintivo per controspallina | Distintivo per paramano o braccio | Insegna                                     |
| -------------------------------------------- | ----------------------------- | --------------------------------- | ------------------------------------------- |
| Ufficiali ammiragli                          |                               |                                   |                                             |
| Ammiraglio                                   |                               |                                   | Bandiera del CSMD                           |
| Ammiraglio di squadra con incarichi speciali |                               |                                   | Bandiera navale del CSMM                    |
| Ammiraglio di squadra                        |                               |                                   | Bandiera navale per ammiraglio di squadra   |
| Ammiraglio di divisione                      |                               |                                   | Bandiera navale per ammiraglio di divisione |
| Contrammiraglio                              |                               |                                   | Bandiera navale per contrammiraglio         |

### Gradi della Regia Marina
Nella Regia Marina precedentemente alla prima guerra mondiale i gradi erano quelli di contrammiraglio viceammiraglio e ammiraglio. Nella Real Marina del Regno delle Due Sicilie esisteva il grado di retroammiraglio, che dopo la Proclamazione del Regno d'Italia si è trasformato in contrammiraglio. Dopo la battaglia di Lissa il comandante della flotta italiana, ammiraglio Persano venne sottoposto a giudizio e privato del grado e per lungo tempo nessun ufficiale ricopri il grado di ammiraglio e pertanto viceammiraglio è stato a lungo il grado più alto della Regia Marina. Solamente al termine della prima guerra mondiale, con motu proprio dal Re Vittorio Emanuele III, il 6 novembre 1918 Paolo Thaon di Revel, comandante in Capo delle Forze Navali Mobilitate nel corso del conflitto e Capo di Stato Maggiore della Marina venne promosso al grado di ammiraglio.
Nel corso della prima guerra mondiale venne creato nel 1918 il grado di sottoammiraglio, a livello gerarchico superiore al capitano di vascello e inferiore al contrammiraglio, omologo del grado di commodoro esistente in molte marine, grado che venne abolito con il regio decreto n. 2395 dell'11 novembre 1923, «Ordinamento gerarchico dell'Amministrazione dello Stato» con cui assieme agli altri vertici delle forze armate del Regno i gradi degli ammiragli vennero modificati in ammiraglio (riservato solamente ai fuori quadro), viceammiraglio di armata, viceammiraglio di squadra, contrammiraglio di divisione e contrammiraglio.
| Ufficiali di vascello               | Ufficiali di vascello                                          | Ufficiali di vascello                            | Ufficiali di vascello                 | Ufficiali di altri ruoli e corpi                      | Ufficiali di altri ruoli e corpi                   | Ufficiali di altri ruoli e corpi                            | Ufficiali di altri ruoli e corpi              | Ufficiali di altri ruoli e corpi                   | Ufficiali di altri ruoli e corpi                           |
| Grado                               | Distintivo dal 1861 al 1878                                    | Distintivo dal 1878 al 1918                      | Distintivo dal 1918 al 1923           | Ufficiali del Corpo del Genio Navale                  | Ufficiali macchinisti                              | Ufficiali specialisti per le armi navali (dal 1918 al 1919) | Ufficiali del Corpo Sanitario                 | Ufficiali del Corpo del Commissariato              | Distintivo (sottopannatura rossa a titolo esemplificativo) |
| Grado                               | Distintivo dal 1861 al 1878                                    | Distintivo dal 1878 al 1918                      | Distintivo dal 1918 al 1923           | Grado equivalente                                     | Grado equivalente                                  | Grado equivalente                                           | Grado equivalente                             | Grado equivalente                                  | Distintivo (sottopannatura rossa a titolo esemplificativo) |
| ----------------------------------- | -------------------------------------------------------------- | ------------------------------------------------ | ------------------------------------- | ----------------------------------------------------- | -------------------------------------------------- | ----------------------------------------------------------- | --------------------------------------------- | -------------------------------------------------- | ---------------------------------------------------------- |
| ammiraglio                          |                                                                |                                                  |                                       | —                                                     | —                                                  | —                                                           | —                                             | —                                                  | —                                                          |
| vice ammiraglio                     |                                                                |                                                  |                                       | — (dal 1861 al 1878)                                  | — (dal 1861 al 1913)                               | — (dal 1861 al 1918)                                        | — (dal 1861 al 1875)                          | — (dal 1861 al 1875)                               | —                                                          |
| vice ammiraglio                     | ispettore generale delle costruzioni navali (dal 1878 al 1904) | medico ispettore generale (dal 1875 al 1904)     | ispettore generale (dal 1875 al 1904) |                                                       | — (dal 1861 al 1913)                               | — (dal 1861 al 1918)                                        |                                               |                                                    |                                                            |
| vice ammiraglio                     | tenente generale (dal 1904 al 1923)                            | tenente generale macchinista (dal 1913 al 1923)  | tenente generale (dal 1918 al 1919)   | tenente generale medico (dal 1904 al 1923)            | tenente generale commissario (dal 1904 al 1923)    |                                                             |                                               |                                                    |                                                            |
| contrammiraglio o contro ammiraglio |                                                                |                                                  |                                       | ispettore delle costruzioni navali (dal 1861 al 1904) | — (dal 1861 al 1897)                               | — (dal 1861 al 1918)                                        | — (dal 1861 al 1875)                          | — (dal 1861 al 1887)                               |                                                            |
| contrammiraglio o contro ammiraglio | macchinista ispettore (dal 1897 al 1904)                       | medico ispettore (dal 1875 al 1904)              | ispettore (dal 1887 al 1904)          | ispettore delle costruzioni navali (dal 1861 al 1904) |                                                    | — (dal 1861 al 1918)                                        |                                               |                                                    |                                                            |
| contrammiraglio o contro ammiraglio | maggiore generale (dal 1904 al 1923)                           | maggiore generale macchinista (dal 1904 al 1923) | maggiore generale (dal 1918 al 1919)  | maggiore generale medico (dal 1904 al 1923)           | maggiore generale commissario (dal 1904 al 1923)   |                                                             |                                               |                                                    |                                                            |
| sotto ammiraglio                    | —                                                              | —                                                |                                       | brigadiere generale (dal 1918 al 1923)                | brigadiere generale macchinista (dal 1918 al 1923) | brigadiere generale (dal 1918 al 1919)                      | brigadiere generale medico (dal 1918 al 1923) | brigadiere generale commissario (dal 1918 al 1923) |                                                            |

Nel 1924 venne istituito con regio decreto n. 1908 del 4 novembre il titolo onorifico di Grande ammiraglio conferito unicamente all'ammiraglio Paolo Thaon di Revel, con distintivo stabilito con foglio d'ordini del 26 marzo 1925. Il titolo era omologo a quello di maresciallo d'Italia del Regio Esercito e di maresciallo dell'aria della Regia Aeronautica, titoli tutti abrogati poi nel 1948.
| Ufficiali di vascello          | Ufficiali di vascello       | Ufficiali di altri ruoli e corpi            | Ufficiali di altri ruoli e corpi | Ufficiali di altri ruoli e corpi | Ufficiali di altri ruoli e corpi      | Ufficiali di altri ruoli e corpi               | Ufficiali di altri ruoli e corpi                           |
| Grado                          | Distintivo dal 1923 al 1926 | Ufficiali del Corpo del Genio Navale        | Ufficiali macchinisti            | Ufficiali del Corpo Sanitario    | Ufficiali del Corpo del Commissariato | Ufficiali del Corpo delle capitanerie di porto | Distintivo (sottopannatura rossa a titolo esemplificativo) |
| Grado                          | Distintivo dal 1923 al 1926 | Grado equivalente                           | Grado equivalente                | Grado equivalente                | Grado equivalente                     | Grado equivalente                              | Distintivo (sottopannatura rossa a titolo esemplificativo) |
| ------------------------------ | --------------------------- | ------------------------------------------- | -------------------------------- | -------------------------------- | ------------------------------------- | ---------------------------------------------- | ---------------------------------------------------------- |
| ammiraglio (solo fuori quadro) |                             | —                                           | —                                | —                                | —                                     | —                                              | —                                                          |
| vice ammiraglio di armata      |                             | —                                           | —                                | —                                | —                                     | —                                              | —                                                          |
| vice ammiraglio di squadra     |                             | generale ispettore delle costruzioni navali | generale ispettore macchinista   | generale ispettore medico        | generale ispettore commissario        | generale ispettore di porto                    |                                                            |
| contrammiraglio di divisione   |                             | tenente generale delle costruzioni navali   | tenente generale macchinista     | tenente generale medico          | tenente generale commissario          | tenente generale di porto                      |                                                            |
| contrammiraglio                |                             | maggiore generale delle costruzioni navali  | maggiore generale macchinista    | maggiore generale medico         | maggiore generale commissario         | maggiore generale di porto                     |                                                            |

Nel 1926 si ebbe il riordino dei gradi della forza armata con titoli designanti gli incarichi degli ufficiali ammiragli: contrammiraglio, ammiraglio di divisione, ammiraglio di squadra, ammiraglio d'armata. Nel 1926 con Legge n. 1178 dell'8 giugno, «Organizzazione della Marina», recepita con foglio d'ordini nº 168 del 23 luglio 1926, le denominazioni degli ammiragli vennero ulteriormente sostituite da: grande ammiraglio, ammiraglio d'armata, ammiraglio di squadra, ammiraglio di divisione, contrammiraglio. Nel 1932 con Legge del 30 maggio, recepita con foglio d'ordini nº 141 del 21 giugno, venne istituita la carica di ammiraglio di squadra designato d'armata, con distintivo, insegna e onori uguali a quelli degli ammiragli d'armata. I dettagli del grado vennero meglio precisati nel 1942. I distintivi di grado degli ammiragli d'armata furono successivamente modificati nel 1934 che divennero corrispondenti a un giro di bitta, due binari e una greca uguali al grado di ammiraglio.
Il grado di ammiraglio d'armata, pur non essendo mai stato ufficialmente abrogato, non viene più assegnato dalla fine della seconda guerra mondiale.
| Grado                                    | Distintivo per controspallina | Distintivo per paramano o braccio | Insegna e onori                    |
| ---------------------------------------- | ----------------------------- | --------------------------------- | ---------------------------------- |
| Ufficiali ammiragli                      |                               |                                   |                                    |
| Grande ammiraglio (titolo onorifico)     |                               |                                   | alla maestra Salve: 19 Squilli: 3  |
| Ammiraglio d'armata                      |                               |                                   | alla maestra Salve: 19 Squilli: 3  |
| Ammiraglio di squadra designato d'armata |                               | \| 1932-1942 \| 1942[8]-1946 \|   | al trinchetto Salve: 17 Squilli: 3 |
| Ammiraglio di squadra                    |                               |                                   | alla maestra Salve: 19 Squilli: 3  |
| Ammiraglio di divisione                  |                               |                                   | alla maestra Salve: 15 Squilli: 2  |
| Contrammiraglio                          |                               |                                   | alla maestra Salve: 13 Squilli: 2  |
| 1932-1942                                | 1942-1946                     |                                   |                                    |

## Nel mondo

### Francia
Istituito nel XIII secolo, il grado francese di grande ammiraglio (denominato anche ammiraglio di Francia) fu una carica molto importante, divenuta col passare dei secoli più onorifica che tecnica. Si ricordano, tra i più famosi, Aitone Doria, insignito nel 1339, Jean de Vienne (1373), Gaspard de Châtillon (1552).
Questa carica fu eliminata da Richelieu nel 1627 e poi ristabilita da Colbert. Dopo il 1870 non si ebbero comunque più titoli di grande ammiraglio e solo nel 1939 fu insignito François Darlan con lo speciale grado di ammiraglio della flotta. In totale gli ammiragli di Francia sono stati 72.

controspallina del grado di ammiraglio di Francia
controspallina del grado di ammiraglio
controspallina del grado di viceammiraglio di squadra
controspallina del grado di viceammiraglio
controspallina del grado di contrammiraglio

### Paesi Bassi
Nella Marina Reale dei Paesi Bassi il grado di ammiraglio è solamente onorario in quanto non viene più usato dal 1956 ed è riservato solamente ai principi della Casa d'Orange-Nassau o al sovrano e corrisponde al grado di Grande ammiraglio o di ammiraglio della flotta. Il grado più alto di fatto è tenente-ammiraglio, riservato al Capo di Stato Maggiore della Difesa se proveniente dalla Marina, che viene promosso a Tenente Ammiraglio al momento dell'entrata in carica. 
Il grado di viceammiraglio è riservato al Capo di stato maggiore della  Marina Reale.

#### Distintivi di grado degli ufficiali ammiragli della Koninklijke Marine
| Codice NATO | OF-10              | OF-9          | OF-8             | OF-7       | OF-6 |
| ----------- | ------------------ | ------------- | ---------------- | ---------- | ---- |
| Paesi Bassi |                    |               |                  |            |      |
| Admiraal    | Luitenant-Admiraal | Vice-Admiraal | Schout-bij-Nacht | Commandeur |      |

##### Uniforme Reale
Distintivo di grado del Sovrano dei Paesi Bassi quando indossa l'uniforme della Koninklijke Marine.
| Koninklijke Marine | Monarca dei Paesi Bassi |

### Polonia
In Polonia, il grado di ammiraglio è stato istituito nel 1921, insieme ad altri gradi della Marina. In precedenza, dal 1918, veniva utilizzato il grado di colonnello generale della marina, preso in prestito dalle forze terrestri. Fin dalla sua cistituzione, l'ammiraglio è stato il grado militare più alto della Marina polacca. Tra il 1921 e il 2002 nella gerarchia militare era al di sopra del viceammiraglio ed era l'equivalente di un tenente generale.
Nella Marina Polacca (polacco: Marynarka Wojenna) è stato introdotto il 1º gennaio 2002 ai sensi della legge del 21 dicembre 2001 iIl grado di ammiraglio della flotta (polacco: admirał floty), posto tra viceammiraglio e ammiraglio ed equivalente al generale di corpo d'armata dell'Esercito e al generale di squadra aerea dell'Aeronautica militare polacca (polacco: generał broni); il grado, che ha codice di equivalenza NATO OF-8, è inferiore al grado di ammiraglio, che ha codice di equivalenza NATO OF-9 ed è superiore al grado di viceammiraglio. Il grado è corrispondente al grado di Ammiraglio di squadra della Marina Militare Italiana, al viceammiraglio di squadra della Marine nationale francese e al viceammiraglio delle Marine di tradizione anglosassone.
Fino al 2002 i gradi di ammiraglio erano articolati su tre livelli: contrammiraglio (polacco: Kontradmirał), viceammiraglio (polacco: Wiceadmirał) e ammiraglio (polacco: Admirał); il distintivo di grado di Ammiraglio della flotta è uguale al precedente distintivo di grado di Ammiraglio che è il più alto grado della Marynarka Wojenna ed è equiparato al generale a quattro stelle ed omologo nella Marina Militare Italiana all'ammiraglio di squadra con incarichi speciali. In seguito all'entrata della Polonia nella NATO il grado di ammiraglio è riservato al Comandante in capo della Marina Polacca e al comandante in capo delle forze armate polacche quando a ricoprire tale carica è un ufficiale della Marina.

#### Gradi degli ufficiali di bandiera della Marynarka Wojenna
| Codice NATO       | OF-9    | OF-8          | OF-7        | OF-6         |
| ----------------- | ------- | ------------- | ----------- | ------------ |
| Marynarka Wojenna |         |               |             |              |
| Denominazione     | admirał | admirał floty | wiceadmirał | kontradmirał |
| Abbreviazione     | adm.    | adm.fl.       | wadm.       | kadm.        |

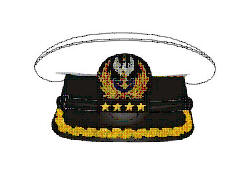
Berretto da ammiraglio della Marynarka Wojenna
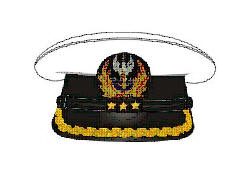
Berretto da ammiraglio della flotta della Marynarka Wojenna

Bandiera navale di ammiraglio
Bandiera navale di ammiraglio della flotta
Bandiera navale di viceammiraglio
Bandiera navale di contrammiraglio

### Regno Unito
Nel Regno Unito, l'ammiragliato è stato fino al 1964 il ministero della Marina con un proprio organo direttivo (formato sin dal 1947) composto da 5 ammiragli che hanno il titolo di sea lord (signore del mare), coadiuvati da un segretario, da un Lord civile e con a capo il First Sea Lord, il Primo lord del mare, il più anziano tra i cinque Sea Lord. Un ammiraglio celebre fu Robert Blake.
Nell'ambito della Royal Navy britannica, è un rango corrispondente al codice NATO OF-9, inferiore solo a quello di ammiraglio della flotta.

#### Storia
Re Edoardo I d'Inghilterra nominò il primo ammiraglio inglese nel 1297 quando concesse a Guglielmo di Leyburn il titolo di "ammiraglio del mare del Re d'Inghilterra". L'incarico non deve essere confuso con l'incarico di ammiraglio d'Inghilterra o lord grand'ammiraglio che è un incarico moderno di responsabilità all'interno della marina inglese.
Sin dal XVI secolo, la Royal Navy dispone inoltre di viceammiragli e contrammiragli. Le distinzioni tra i vari gradi consistono come nell'esercito nell'assegnazione di un dato numero di navi al comando: un ammiraglio comanda un'intera flotta, mezza flotta viene retta da un vice ammiraglio mentre il contrammiraglio guida le navi di supporto.
Nel corso dell'epoca elisabettiana la flotta inglese crebbe largamente al punto da poter essere per la prima volta organizzata in squadroni. Lo squadrone ove si trovava l'ammiraglio comandante issava la Red Ensign, quello dove si trovava il vice ammiraglio issava la White Ensign e infine quello del contrammiraglio la Blue Ensign. Con la crescita degli squadroni, ciascuno comandato da un ammiraglio (con un vice ammiraglio e un contrammiraglio al comando delle varie sezioni interne) il rango ufficiale divenne admiral of the white, ecc.
I ranghi degli squadroni, in ordine di rosso, bianco e blu, riportano la seguente classificazione:
1. Admiral of the red (ammiraglio della flotta)
2. Admiral of the white
3. Admiral of the blue
4. Vice admiral of the red
5. Vice admiral of the white
6. Vice admiral of the blue
7. Rear admiral of the red
8. Rear admiral of the white
9. Rear admiral of the blue

Schema delle promozioni di bandiera degli ufficiali ammiragli della Royal Navy.

La promozione ai ranghi superiori veniva accordata per anzianità di servizio e il rango era concesso a vita e pertanto l'unico modo per poter accedere a una carica superiore era la morte o l'abbandono del proprio predecessore (storicamente questo creò dei seri problemi quando l'ammiraglio della flotta Provo Wallis superò il suo centesimo compleanno). In caso di ammiragli ritiratisi o a mezza paga, questi venivano definiti yellow admiral in quanto la loro insegna era gialla.
Durante l'Interregno, il rango di ammiraglio venne rimpiazzato da quello di generale del mare.
Nel XVIII secolo, gli originali nove ranghi cominciarono a essere ricoperti da più di un uomo per ogni rango e rimase unico quello di Admiral of the red che ottenne di fatto la qualifica di ammiraglio della flotta. L'organizzazione della flotta in squadroni colorati venne abbandonata nel 1864 e i ranghi classici vennero ristabiliti allo stato attuale. Attualmente la Red Ensign è utilizzata dalla marina mercantile inglese, la White Ensign divenne la bandiera ufficiale della Royal Navy e la Blue Ensign venne riservata alle riserve o ai vascelli ausiliari.
Nel XIX secolo la marina inglese mantenne inoltre il rango di ammiraglio del porto (port admiral), un capitano veterano che prestava servizio come comandante di un porto con l'incarico di salvaguardia, riparazione e mantenimento delle navi ivi ancorate. In questo senso l'incarico più rilevante della sezione era quello di "port admiral" di Portsmouth, città considerata il principale porto della Royal Navy.
Nel 1996 il rango di Ammiraglio della Flotta venne abolito in tempo di pace, con l'eccezione dei membri della famiglia reale inglese. A ogni modo, gli ammiragli di flotta nominati in tempo di guerra continuano a portare il titolo a vita. I nomi di red admiral, white admiral, blue admiral e yellow admiral sono stati anche utilizzati successivamente per indicare delle specie di farfalle, rispettivamente Vanessa atalanta, Limenitis camilla, Kaniska canace e Vanessa itea.

#### Gradi e bandiere personali
Gli attuali ranghi della Royal Navy sono Contrammiraglio, Vice Ammiraglio, Ammiraglio e Ammiraglio della Flotta. Tutti gli ammiragli, oltre alla bandiera nazionale, portano sulle loro navi una bandiera personale diversificata a seconda del rango:

Bandiera da ammiraglio della flotta
Bandiera da ammiraglio
Bandiera da viceammiraglio
Bandiera da retroammiraglio

### Spagna
Nella Armada Española il grado di ammiraglio (spagnolo: Almirante) è omologo al grado di ammiraglio di squadra della Marina Militare Italiana e al grado di viceammiraglio delle marine anglosassoni. Nella Marine nationale francese il grado omologo è viceammiraglio di squadra.
In modo simile alla Marina Militare Italiana, in Spagna, secondo la Legge 17/1999 all'ammiraglio che viene nominato capo di Stato maggiore della marina (spagnolo: Almirante Jefe del Estado Mayor de la Armada - AJEMA) o Capo di stato maggiore della difesa (spagnolo: Jefe del Estado Mayor de la Defensa - JEMAD) nel caso il capo di Stato maggiore della difesa provenga dai ranghi della Marina, viene assegnato il titolo di ammiraglio generale (spagnolo: Almirante general) che è a carattere temporale e non è un vero e proprio grado, ma corrisponde ad una funzione.

#### Gradi degli ufficiali di bandiera della Armada Española
| Codice NATO     | OF-10             | OF-9      | OF-8          | OF-7            | OF-6 |
| --------------- | ----------------- | --------- | ------------- | --------------- | ---- |
| Spagna          |                   |           |               |                 |      |
| Capitán general | Almirante general | Almirante | Vicealmirante | Contraalmirante |      |

#### Insegna navale di Almirante

Insegna di Almirante
Insegna di Almirante (Spagna franchista)

### Stati Uniti
Negli Stati Uniti ammiraglio (inglese: Admiral) è un grado della US Navy, della United States Coast Guard e dello United States Public Health Service. Il grado è gerarchicamente equivalente al General dell'Esercito, dell'Aeronautica e del Corpo dei marines.
Il grado di ammiraglio è superiore a quello di viceammiraglio e inferiore a quello di Ammiraglio della flotta. La Guardia Costiera e il Servizio Sanitario Pubblico non hanno un grado superiore a quello di ammiraglio. L'Amministrazione Nazionale Oceanica e Atmosferica (NOAA) non ha mai avuto un ufficiale con il grado di ammiraglio, tuttavia il Codice degli Stati Uniti stabilisce per l'Amministrazione Nazionale Oceanica e Atmosferica il grado di ammiraglio nel caso in cui venga creata una posizione che preveda tale grado.
Poiché il grado di ammiraglio della flotta non viene più utilizzato dal 1946, il grado di ammiraglio è il più alto nella US Navy, nella United States Coast Guard e nello United States Public Health Service.
Lo United States Code limita esplicitamente il numero totale di ammiragli che possono essere in servizio attivo in un dato momento. Il numero totale di ufficiali di bandiera in servizio attivo è limitato a 162 per la Marina. Per l'Esercito, la Marina e l'Aeronautica Militare, non più del 25% circa dei generali o degli ufficiali di bandiera in servizio attivo possono avere più di due stelle. e lo statuto stabilisce il numero totale di ufficiali a quattro stelle consentiti in ciascuna servizio. per la US Navy è fissato a 6 ammiragli, tuttavia sono previste eccezioni a questo limite per soddisfare esigenze operative. Nel luglio 2020 erano 9 gli ammiragli a quattro stelle in servizio attivo nella Marina degli Stati Uniti. Alcuni di questi posti sono riservati per statuto. Per la US Navy sono il capo delle operazioni navali e il vice capo delle operazioni navali; per la Guardia Costiera sono ammiragli il comandante e il vice comandante della guardia costiera; per il Corpo incaricato del servizio sanitario pubblico, l'Assistente Segretario alla Salute[5] è un ammiraglio.
Esistono diverse eccezioni a questi limiti che consentono più di quanto assegnato dallo statuto: un ammiraglio della US Navy che riveste il ruolo di Capo o vice capo dello stato maggiore congiunto degli Stati Uniti non conta ai fini del limite di ufficiale di bandiera della US Navy; un ammiraglio della US Navy che presta servizio in una delle numerose posizioni congiunte non conta ai fini del limite del numero degli ammiragli; queste posizioni includono il comandante dell'Unified Combatant Command, il comandante delle forze statunitensi in Corea e il vice comandante dello United States European Command, ma solo se il comandante di quel comando è anche il comandante supremo alleato in Europa. Gli ufficiali che prestano servizio in determinate posizioni di intelligence non vengono conteggiati rispetto a nessuno dei due limiti, compreso il direttore della Central Intelligence Agency. Il Presidente può anche aggiungere altri ammiragli alla US Navy se questi vengono compensati rimuovendo un numero equivalente di ufficiali di pari grado da altri servizi. Infine, tutti i limiti statutari possono essere derogati a discrezione del Presidente in tempo di guerra o di emergenza nazionale.
In tempo di pace, i gradi di viceammiraglio e di ammiraglio sono temporanei e legati al loro comando o al loro ufficio specifico e scadono con la scadenza del loro mandato di comando o ufficio.
- Il capo delle operazioni navali presta servizio per quattro anni in un mandato quadriennale.
- Il Direttore del programma di propulsione nucleare navale serve per un periodo nominale di otto anni.
- Il Comandante della Guardia Costiera resta in carica per un periodo nominale di quattro anni.

Distintivo per paramano dell'uniforme ordinaria invernale, controspallina estiva e fregio da colletto della USN
Distintivo per paramano dell'uniforme ordinaria invernale, controspallina estiva e fregio da colletto della USCG.
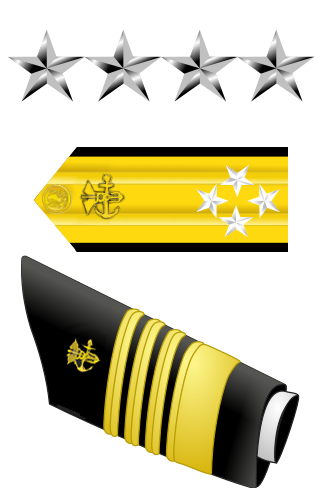
Stelle e la controspallina di Assistente Segretario alla Salute

Insegna di ammiraglio della US Navy
Insegna di ammiraglio della USCG
Insegna di Assistente Segretario alla Salute degli Stati Uniti